# Rick Apodaca
Richard Jason Apodaca, detto Rick (North Bergen, 7 gennaio 1980), è un ex cestista statunitense con cittadinanza portoricana.

## Carriera
La sua esplosione avviene nel campionato polacco con la maglia del Polpak Świecie dove risulta il miglior giocatore del campionato.
Nella stagione seguente approda nel massimo campionato italiano vestendo la maglia dello Scafati Basket confermandosi come il miglior realizzatore del team.
Nel 2007-08 passa in Turchia con il Beşiktaş Cola Turka. Per lui una stagione complessa dove non gioca mai nel suo ruolo naturale.
Nel dicembre del 2008 torna in Italia con Ferrara. Nel gennaio del 2009 risulta però positivo alla cannabis dopo un controllo antidoping.
Con Porto Rico ha disputato i Giochi olimpici di Atene 2004, due edizioni dei Campionati mondiali (2002, 2006) e tre dei Campionati americani (2003, 2005, 2007).

## Palmarès
- Medaglia d'oro bianco ai campionati Centrobasket: 2003
- Medaglia di Bronzo ai FIBA Americas Championship: 2007
- Medaglia di bronzo ai campionati Centrobasket: 2008
- Medaglia di Bronzo ai Giochi Panamericani: 2003
- Player of the Year del campionato polacco: 2006
- Guardia dell'anno del campionato polacco: 2006
- Miglior straniero del campionato polacco: 2006
- Quintetto difensivo del Puerto Rico: 2005
- Campione AEC: 2000, 2001
- Vincitore Slam Dunk Contest di Puerto Rico: 2000
- All-Star Game italiano: 2006
- All-Star Game di Puerto Rico: 2004, 2007